# Eric Ericson

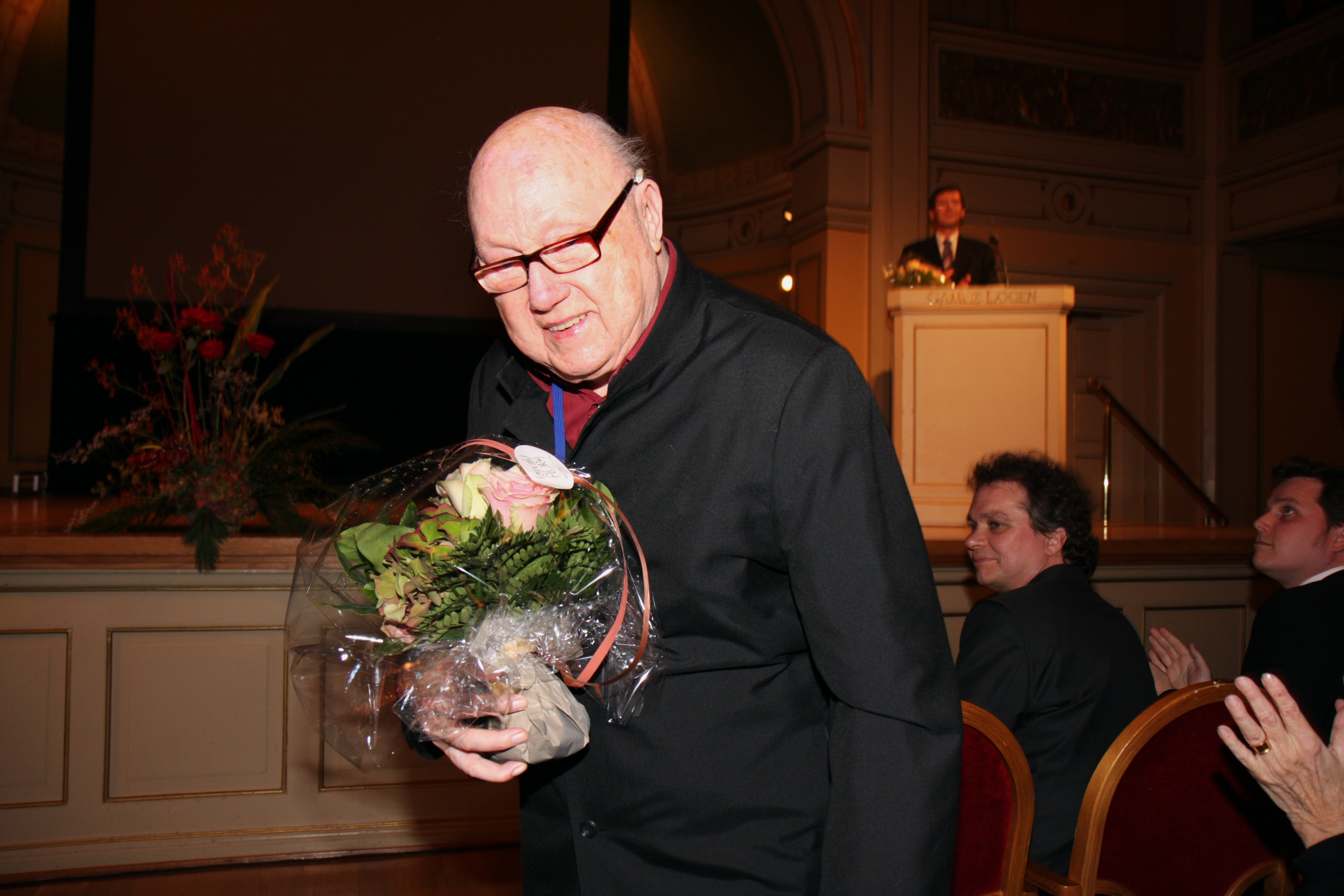
Eric Ericson

Eric Ericson (Borås, 26 oktober 1918 – Stockholm, 16 februari 2013) was een Zweeds koordirigent en koorpedagoog. 

## Biografie
Ericson volgde zijn muzikale opleiding aan de Kungliga Musikhögskolan te Stockholm en aan de Schola Cantorum Basiliensis in Bazel. Hij richtte in 1945 het Stockholms Kamerkoor op, dat tegenwoordig Eric Ericson-kamerkoor (Eric Ericsons Kammarkör) heet. Van 1951 tot 1982 stond het Zweeds Radiokoor onder zijn leiding. Van 1951 tot 1991 dirigeerde hij het mannenkoor Orphei Drängar uit Uppsala.
Ericson gaf tussen 1952 en 1991 les aan het conservatorium in Stockholm. Hij was gastdirigent van kamerkoren over de hele wereld en gaf masterclasses.

## Onderscheidingen (selectie)
- 1969: Litteris et Artibus.
- 1983: Eredoctoraat van de Universiteit van Uppsala
- 1995: Nordic Council Music Prize
- 1997: Polar Music Prize

- Bibsys: 90841320
- Bibliothèque nationale de France: cb13893694c (data)
- Gemeinsame Normdatei: 118909665
- International Standard Name Identifier: 0000 0001 1480 5721
- KulturNav: e24eba05-58c0-498f-b4bf-e90c63035ca3
- Library of Congress Control Number: n81127875
- Nationale Bibliotheek van Letland: 000117231
- MusicBrainz: 30c38f3d-3fb1-4519-a383-cfe66defdfd1
- Nationale Bibliotheek van Tsjechië: xx0068347
- Nationale bibliotheek van Australië: 36010196
- Nationale Bibliotheek van Israël: 987007575627205171
- Nederlandse Thesaurus van Auteursnamen: 298064944
- Réseau des bibliothèques de Suisse occidentale: 02-A003220422
- LIBRIS: 185850
- Système universitaire de documentation: 080163203
- Virtual International Authority File: 118071287
- WorldCat: E39PBJjmQt664Hw6KWgHhx6Yfq